# Vriesea viridiflora
Vriesea viridiflora är en gräsväxtart som först beskrevs av Eduard August von Regel och fick sitt nu gällande namn av Max Carl Ludwig Wittmack och Carl Christian Mez. Vriesea viridiflora ingår i släktet Vriesea och familjen Bromeliaceae. Inga underarter finns listade i Catalogue of Life.